# بيت طميس (بني العوام)

تعديل مصدري - تعديل

بيت طميس هي إحدى قرى عزلة ردمان بمديرية بني العوام التابعة لمحافظة حجة، بلغ تعداد سكانها 415 نسمة حسب تعداد اليمن لعام 2004.